# 고선형
고선형은 대한민국의 성우이다. 1977년 KBS에 입사했으며, 현재는 KBS 15기이다. 한국방송 성우극회 소속.